# Петя и Красная Шапочка
«Пе́тя и Кра́сная Ша́почка» — советский рисованный мультипликационный фильм по сценарию Владимира Сутеева по мотивам сказки Шарля Перро «Красная Шапочка».

## Сюжет
Мальчик-пионер Петя Иванов шёл в магазин, куда его послала мама, но по дороге увидел афишу кинотеатра — мультфильм «Красная шапочка». Петя сразу кинулся к кассе кинотеатра, но там уже висела табличка «Все билеты проданы». Тогда Петя решил пробраться в кинотеатр через дырку в заборе, в полной темноте споткнулся, упал и оказался на экране прямо в мультфильме. Диктор-рассказчик велит Пете спрятаться где-нибудь. Из-за дерева Петя наблюдает, как Красная Шапочка собирает цветы по дороге к дому своей бабушки. Не выдержав сцены, когда доверчивая Красная Шапочка рассказывает Серому Волку куда и зачем она идёт, Петя вмешивается в сюжет мультфильма и просит Красную Шапочку бежать к леснику и собирать охотников, а сам бежит спасать бабушку девочки.
Пока Волк направлялся к дому бабушки Красной Шапочки, Петя говорит, что не может спокойно смотреть, как гибнет старушка, и диктор, не зная о чём рассказывать дальше, сам себя выключает. Петя отвлекает внимание Волка, а сам направляется к дому бабушки Красной Шапочки.
Бабушка Красной Шапочки спит крепким сном и вяжет носок во сне. Петя будит бабушку, говоря, что ей надо прятаться от волка. Бабушка прячется в шкафу, а Петя сооружает фигуру бабушки из мешка, кувшина, её очков и чепчика, и накрывает это всё полностью одеялом. Волк попадает в дом и второпях проглатывает то, что ему кажется бабушкой. Бабушка падает в обморок. Волк надевает на голову чепчик и очки бабушки и ложится в её кровать. Вскоре в дом заходит Петя Иванов, переодетый в Красную Шапочку. Волк в очках пока не видит, что это не девочка, а переодетый мальчишка. Пока Петя отвечал Волку, тот снял очки, обнаружил обман, кинулся на мальчика и обнаружил в шкафу бабушку. Петя выскочил из своего укрытия заслонить собой старушку. Появляются охотники и связывают Волка.
Красная Шапочка благодарит Петю за спасение. В конце Петя остаётся один на экране кинотеатра, вспоминает, что его ждёт мама, и убегает домой.

## Создатели
| автор сценария             | Владимир Сутеев |
| режиссёры                  | Евгений Райковский, Борис Степанцев |
| художник-постановщик       | Анатолий Савченко |
| композитор                 | Никита Богословский |
| оператор                   | А. Астафьев |
| звукооператор              | Борис Фильчиков |
| ассистенты режиссёра       | Юрий Прытков, Татьяна Сазонова, Е. Шилова |
| художники-мультипликаторы: | Фёдор Хитрук, Татьяна Таранович, Рената Миренкова, Борис Дёжкин, Виктор Лихачёв, Вадим Долгих, Анатолий Петров                                 |
| автор текста песен         | Евгений Агранович |
| Роли озвучивали:           | Сергей Мартинсон — Диктор Валентина Туманова — Красная Шапочка Валентина Сперантова — Петя, Бабушка Сергей Филиппов — Волк Юлия Юльская — Заяц |

## Награды
- 1959 — 2-я премия по разделу мультипликационных фильмов — Всесоюзный кинофестиваль в Киеве (СССР)
- 1960 — Приз «Лавровый венок» за лучший детский фильм на VII Международном фестивале анимационных фильмов в Анси (Франция)[4]